# Ernst Samter
Ernst Samter (* 7. Februar 1868 in Posen; † 6. August 1926 in Berlin) war ein deutscher klassischer Philologe und Religionshistoriker.

## Leben
Ernst Samter war der Sohn des Stadtrates Maximilian Samter, der 1851 als erster Student jüdischer Religion an der Universität Bonn zum Doctor utriusque iuris promoviert worden war. Samter wuchs in einem liberalen jüdischen Elternhaus in Posen und Danzig auf und besuchte das Städtische Gymnasium zu Danzig. Nach der Reifeprüfung (1887) studierte er an der Universität Berlin Philologie und Geschichte. Seine akademischen Lehrer waren besonders Ernst Curtius, Carl Robert, Otto Hirschfeld und Hermann Diels, der ihn in die religionswissenschaftliche Methodik Hermann Useners einführte.
Nach Promotion (1891) und Staatsexamen (1892) erhielt Samter für 1892/1893 das Reisestipendium des Deutschen Archäologischen Instituts. Anschließend arbeitete er als wissenschaftlicher Hilfslehrer an verschiedenen Gymnasien und Realschulen in Danzig und Berlin. Ab 1901 war er Oberlehrer am Sophiengymnasium in Berlin. 1925 wechselte er an das Gymnasium zum Grauen Kloster. Ernst Samter war verheiratet und hatte zwei Kinder. Sein Sohn, Hermann Samter (1909–1943), einer der letzten Mitarbeiter des Jüdischen Nachrichtenblattes, wurde in Auschwitz ermordet. Seine verheiratete Tochter, Charlotte Blumenfeld, konnte rechtzeitig mit ihrem Mann nach Großbritannien emigrieren.
Samter war Mitbegründer der Vereinigung für das liberale Judentum (1908) und Gründer der Berliner Religionswissenschaftlichen Vereinigung (1913). Neben seiner Lehrtätigkeit veröffentlichte er zahlreiche religionshistorische Schriften. Bereits in seiner Dissertation (Quaestiones Varronianae) hatte er die Zeugnisse Varros zum römischen Sakralwesen gesammelt. Seine späteren Hauptwerke waren Familienfeste der Griechen und Römer (Berlin 1901) und Geburt, Hochzeit und Tod. Beiträge zur vergleichenden Volkskunde (Berlin 1911).

Die römischen und griechischen Riten führte Samter größtenteils auf das Prinzip der Götterversöhnung zurück. Diese Betrachtungsweise vertrat er auch im Schulunterricht, für den er das Handbuch Volkskunde im altsprachlichen Unterricht. Teil I: Homer (Berlin 1923) verfasste. Seine Forschungsergebnisse wurden in der Fachwelt kritisiert. Zitat: 

„Ernst Samter, den ich als Gelehrten und Menschen hochgeschätzt habe, hat mit den bösen Geistern viel gewirtschaftet. Wie er darauf kommen konnte, ist mir durch das sehr lesenswerte Buch von Lidsbarski „Auf rauhen Wegen“ klar geworden. Er schildert aus den Erfahrungen seiner Jugend die jüdische Religion, wie sie in Plock bestand, neben der rabbinischen theologischen Kasuistik praktisch kindliche Dämonenfurcht. Der Gott, dessen Namen nicht ausgesprochen werden darf, ist fern. Die bösen Geister lauern überall und immer, und der Mensch ist ihr Sklave. Offenbar hatte Samter ähnliches, wenn nicht erlebt, so doch mit ihm in Berührung gestanden.“